# Жармагамбетов, Кайнекей
Кайнекей Жармагамбетов (каз. Қайнекей Жармағамбетов; 25 августа 1918, аул Шили, Тургайская область, Алашская автономия (ныне Джангельдинский район, Костанайская область, Казахстан) — 10 сентября 1974, там же) — советский казахский поэт, литературовед. Зять академика К. И. Сатпаева.

## Биография
В 1931—1934 годах, после смерти отца, воспитывался в Тургайском детском доме. Окончил педучилище, после чего в 1938 году поступил в Казахский педагогический институт (ныне КазНПУ им. Абая), окончив его с отличием в 1941 году. В 1941—1948 годах инструктор ЦК Компартии Казахстана, секретарь ЦК ЛKСM Казахстана, параллельно обучается в аспирантуре, которую оканчивает в 1949 году. В 1948—1958 годах доцент, заместитель директора КазПИ; в 1958—1964 годах — главный редактор журналов «Жулдыз» («Звезда»), «Ара» («Шмель»), ответственный секретарь, литературный консультант Союза писателей Казахстана. В 1964—1974 годах на творческой работе. Первые произведения напечатаны в 1945 году. Дружил с Маликом Габдуллиным.
Опубликовал сборники стихов:
- «Заман біздікі» («Наше время», 1950)
- «Адам туралы аңыз» («Поэма о человеке», 1951)
- «Балладалар» («Баллады», 1962)
- «Соңғы түн» (1967)
- «Дәурен»
- «Сырлы тал» («Ивы говорят», 1971)
- «Шыңдағы шамшырақ» («Огни на вершине», 1976)

Написал повесть о жизни певца Амре Кашаубаева «Әнші-азамат» («Певец-гражданин», 1951).
Перевёл произведения Ф. Шиллера, А. Барто, П. Ершова и др.

## Семья
В 1945 году женился на Хайринисе (в обиходе Ханисе) Сатпаевой, дочери академика К. И. Сатпаева; дети Адиль, Алима и Нурлан.

## Признание и память
Награждён тремя орденами «Знак Почёта» (03.01.1959), пятью грамотами Верховного Совета КазССР, медалью «За доблестный труд в Великой Отечественной войне 1941—1945 г.г.». Его именем названы центральная библиотека Жангельдинского района и одна из улиц поселка Торгай. В родном для Кайнекея посёлке Шили имеется его мемориальный музей, памятник и мавзолей в его честь, а также Бостандыкская школа носит его имя.